# ジャパン・オープン・テニス選手権
ジャパン・オープン・テニス選手権（Japan Open Tennis Championships）は、10月初頭に日本で開催されるテニスの国際大会。東京の有明コロシアム及び有明テニスの森公園を会場としてATPツアー500の大会が、大阪の靱テニスセンターを会場としてWTA 250の大会が行われる。主催は日本テニス協会。
この記事では、東京で開催されるATP 500（男子）の大会について記述する。WTA 250（女子）の大会については、ジャパン女子オープンテニスを参照。
現在は木下グループが特別協賛となり木下グループ ジャパンオープンテニスチャンピオンシップスとして行われている。

## 歴史

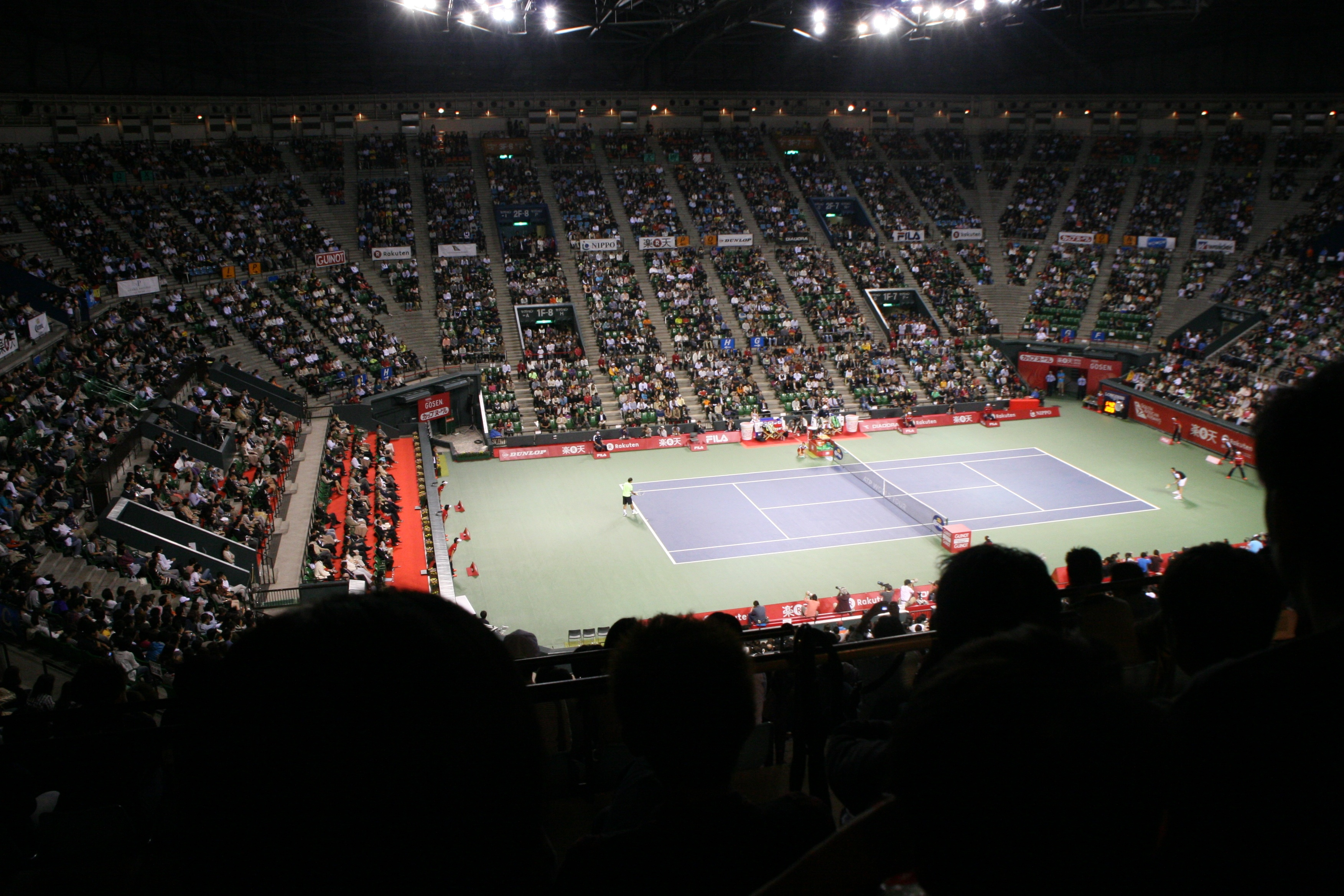
2010年大会

1972年に田園コロシアムで第1回大会が開催される。しかし、この大会は準備大会として開催され選手は招待という形式で行われたため、グランプリ・シリーズの公式戦ではなかった。1973年第2回大会から男子部門がATPツアー編入。大阪オープンに次いで日本2番目のオープン大会公式戦となる。1983年大会から女子部門がWTAツアーに編入されるようになった。1983年から完成した有明テニスの森公園で開催。コートはクレーコートからハードコートに変更。
1987年、サントリーが冠スポンサーになりサントリー・ジャパン・オープンとして大会規模を拡大。賞金総額を前年の19万5000ドルから65万ドルに増額。メイン会場は1万人収容できる有明コロシアムで開催された。開催時期を10月から4月に移行。
1990年、男子トーナメントではアジア初のチャンピオンシップシリーズへ昇格する。2000年再び10月開催に変更。
1992年にバブル崩壊のため、4億円の冠協賛金を出していたサントリーがスポンサーから降りた際、当時日本テニス協会会長を務めていた小坂徳三郎が、鈴木俊一東京都知事に話を持ち込み、朝日生命と東京都がダブルスポンサーとなった。自治体が賞金大会を協賛するのは異例のことであった。
1993年大会以降は、東京フロンティア・朝日生命カップ、世界都市博覧会・朝日生命カップ（朝日生命と東京都の外郭団体・東京フロンティア協会と東京都観光連盟がスポンサーとして参加）、朝日生命カップ等を経て2001年からは、AIGグループの協賛によりAIGオープンとして行われた。

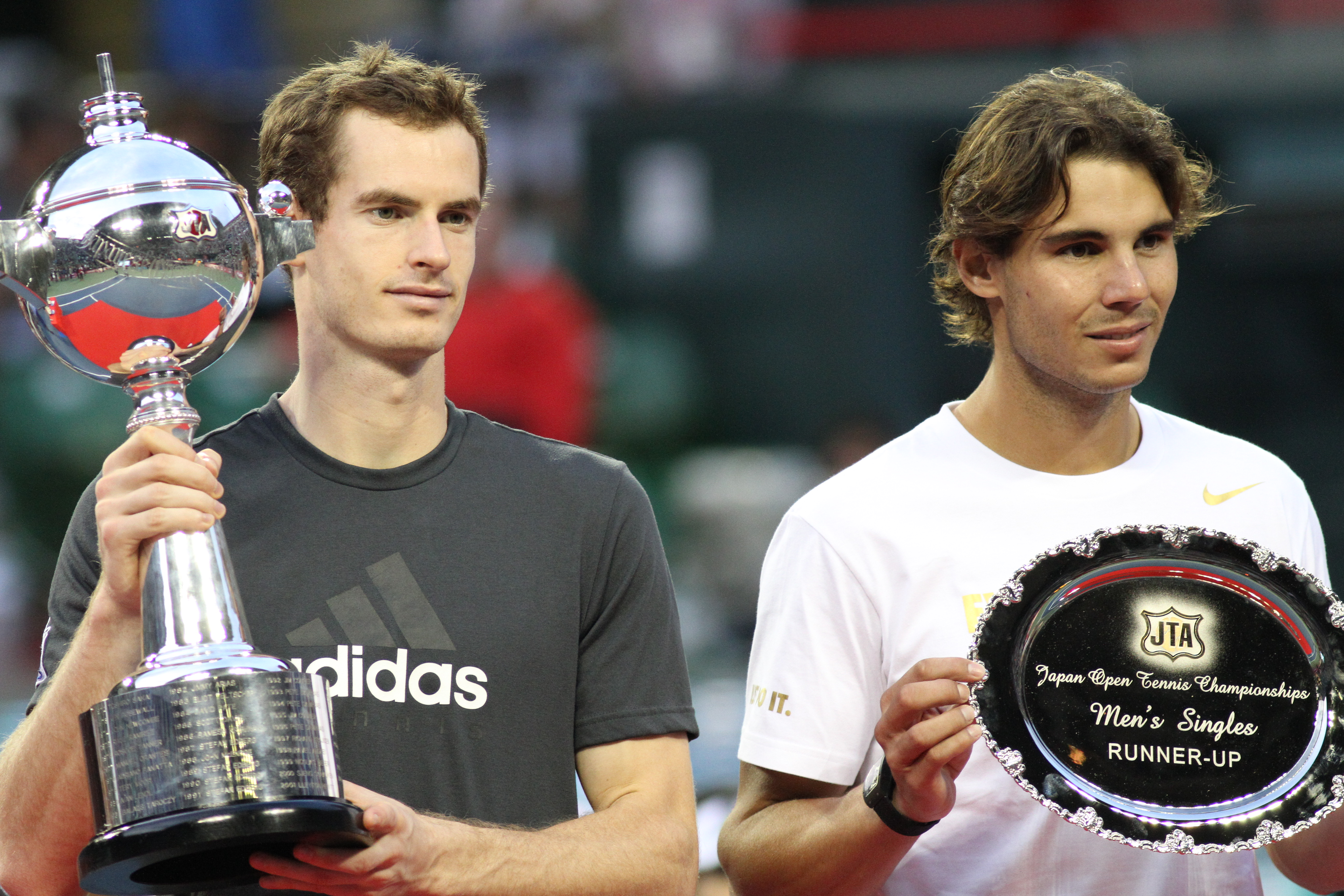
2011年シングルス優勝のマレー（左）と準優勝のナダル

2006年、世界ランキング1位・グランドスラム優勝9回のロジャー・フェデラーが初来日。大会7日間通算で大会記録更新となる7万2386人が来場した。
2008年3月、WTAが求めた2009年度以降のツアースケジュールに日本協会側が反発し、2009年度より女子部門がツアー下部のサーキット大会に格下げされた。AIGは2008年限りでスポンサーを撤退する。ジャパン・オープンとして同時開催であった男子（ATP）と女子（WTA）が分割開催されることになり、大阪、靱テニスセンターにて「HP JAPAN WOMEN'S OPEN TENNIS」として新しく開催されることになった。歴代優勝者といったジャパン・オープン女子の部の歴史はHP JAPAN WOMEN'S OPEN TENNISに引き継がれ、日本における国際大会（東レPPO、ジャパン・オープン男子、ジャパン女子オープンテニス）は再スタートする。また、2009年からジャパン・オープン（男子）と同時開催される格下大会である女子のITFサーキットシリーズは、ジャパン女子オープンテニスの前哨戦として位置づけされ、優秀選手にはジャパン女子オープンテニスのワイルドカードが付与される。同年より楽天が特別協賛となり楽天ジャパン・オープン・テニス選手権（楽天オープン）となった。
2010年からそれまでのNHK総合（シングルス）・GAORA（ダブルス）に代わりWOWOWが全日程を独占放送した。2010年、世界ランキング1位・グランドスラム3冠・全仏優勝5回のラファエル・ナダルが初来日。2011年は東日本大震災の影響で女子が中止になり、以降は男子のみの開催となった。
錦織圭が優勝した2014年は、大会史上最多の8万5286人の入場者を記録している。また、準決勝及び決勝戦はテレビ東京で中継された。
2018年は、有明コロシアム改修の影響で武蔵野の森総合スポーツプラザ（室内ハード）で開催。
2020・21年は新型コロナウイルスの世界的な感染拡大を考慮し中止された。
2022年は、3年ぶりに大会を開催。第1回大会から50年を迎えた。
2023年からは特別協賛が木下グループに、大会名が木下グループ ジャパンオープンテニスチャンピオンシップスにそれぞれ変更される。

## 大会歴代優勝者

### 男子シングルス
| 年                                  | 優勝者                           | 準優勝者                         | スコア             |
| ----------------------------------- | -------------------------------- | -------------------------------- | ------------------ |
| 1972年                              | 坂井利郎                         | 九鬼潤                           | 6-3, 6-4           |
| グランプリ（現在のATPツアー）に編入 |                                  |                                  |                    |
| 1973年                              | ケン・ローズウォール             | ジョン・ニューカム               | 6-1, 6-4           |
| 1974年                              | ジョン・ニューカム               | ケン・ローズウォール             | 3-6, 6-2, 6-3      |
| 1975年                              | ラウル・ラミレス                 | マニュエル・オランテス           | 6-4, 5-7, 6-3      |
| 1976年                              | ロスコー・タナー                 | コラド・バラズッティ             | 6-3, 6-2           |
| 1977年                              | マニュエル・オランテス           | キム・ウォーウィック             | 6-2, 6-1           |
| 1978年                              | アドリアーノ・パナッタ           | パット・デュプレ                 | 6-3, 6-2           |
| 1979年                              | テリー・ムーア                   | パット・デュプレ                 | 3-6, 7-6, 6-2      |
| 1980年                              | イワン・レンドル                 | エリオット・テルチャー           | 3-6, 6-4, 6-0      |
| 1981年                              | バラージュ・タロツィ             | エリオット・テルチャー           | 6-3, 1-6, 7-6      |
| 1982年                              | ジミー・アリアス                 | ドミニク・ベデル                 | 6-2, 2-6, 6-4      |
| 1983年                              | エリオット・テルチャー           | アンドレス・ゴメス               | 7-5, 3-6, 6-1      |
| 1984年                              | デビッド・ペイト                 | テリー・ムーア                   | 6-3, 7-5           |
| 1985年                              | スコット・デービス               | ジミー・アリアス                 | 6-1, 7-6           |
| 1986年                              | ラメシュ・クリシュナン           | ヨハン・カールソン               | 6-3, 6-4           |
| 1987年                              | ステファン・エドベリ             | デビッド・ペイト                 | 7-6, 6-4           |
| 1988年                              | ジョン・マッケンロー             | ステファン・エドベリ             | 6-2, 6-2           |
| 1989年                              | ステファン・エドベリ             | イワン・レンドル                 | 6-3, 2-6, 6-4      |
| 1990年                              | ステファン・エドベリ             | アーロン・クリックステイン       | 6-4, 7-5           |
| 1991年                              | ステファン・エドベリ             | イワン・レンドル                 | 6-1, 7-5, 6-0      |
| 1992年                              | ジム・クーリエ                   | リカルト・クライチェク           | 6-4, 6-4, 7-6      |
| 1993年                              | ピート・サンプラス               | ブラッド・ギルバート             | 6-2, 6-2, 6-2      |
| 1994年                              | ピート・サンプラス               | マイケル・チャン                 | 6-4, 6-2           |
| 1995年                              | ジム・クーリエ                   | アンドレ・アガシ                 | 6-3, 6-4           |
| 1996年                              | ピート・サンプラス               | リッチー・レネバーグ             | 6-4, 7-5           |
| 1997年                              | リカルト・クライチェク           | リオネル・ルー                   | 6-2, 3-6, 6-1      |
| 1998年                              | アンドレイ・パベル               | バイロン・ブラック               | 6-3, 6-4           |
| 1999年                              | ニコラス・キーファー             | ウェイン・フェレイラ             | 7-6, 7-5           |
| 2000年                              | チャン・シャルケン               | ニコラス・ラペンティ             | 6-4, 3-6, 6-1      |
| 2001年                              | レイトン・ヒューイット           | ミシェル・クラトクビル           | 6-4, 6-2           |
| 2002年                              | ケネス・カールセン               | マグヌス・ノーマン               | 7-6, 6-3           |
| 2003年                              | ライナー・シュットラー           | セバスチャン・グロジャン         | 7-6, 6-2           |
| 2004年                              | イジー・ノバク                   | テーラー・デント                 | 5-7, 6-1, 6-3      |
| 2005年                              | ウェスリー・ムーディ             | マリオ・アンチッチ               | 1-6, 7-6, 6-4      |
| 2006年                              | ロジャー・フェデラー             | ティム・ヘンマン                 | 6-3, 6-3           |
| 2007年                              | ダビド・フェレール               | リシャール・ガスケ               | 6-1, 6-2           |
| 2008年                              | トマーシュ・ベルディハ           | フアン・マルティン・デル・ポトロ | 6-1, 6-4           |
| 2009年                              | ジョー＝ウィルフリード・ツォンガ | ミハイル・ユージニー             | 6-3, 6-3           |
| 2010年                              | ラファエル・ナダル               | ガエル・モンフィス               | 6-1, 7-5           |
| 2011年                              | アンディ・マリー                 | ラファエル・ナダル               | 3-6, 6-2, 6-0      |
| 2012年                              | 錦織圭                           | ミロシュ・ラオニッチ             | 7-6(7-5), 3-6, 6-0 |
| 2013年                              | フアン・マルティン・デル・ポトロ | ミロシュ・ラオニッチ             | 7-6(7-5), 7-5      |
| 2014年                              | 錦織圭                           | ミロシュ・ラオニッチ             | 7-6(7-5), 4-6, 6-4 |
| 2015年                              | スタン・ワウリンカ               | ブノワ・ペール                   | 6-2, 6-4           |
| 2016年                              | ニック・キリオス                 | ダビド・ゴファン                 | 4-6, 6-3, 7-5      |
| 2017年                              | ダビド・ゴファン                 | アドリアン・マナリノ             | 6-3, 7-5           |
| 2018年                              | ダニール・メドベージェフ         | 錦織圭                           | 6-2, 6-4           |
| 2019年                              | ノバク・ジョコビッチ             | ジョン・ミルマン                 | 6-3, 6-2           |
| 2020年                              | 大会開催なし                     | 大会開催なし                     | 大会開催なし       |
| 2021年                              | 大会開催なし                     | 大会開催なし                     | 大会開催なし       |
| 2022年                              | テイラー・フリッツ               | フランシス・ティアフォー         | 7-6(7-3), 7-6(7-2) |
| 2023年                              | ベン・シェルトン                 | アスラン・カラツェフ             | 7-5, 6-1           |
| 2024年                              | アルトゥール・フィス             | ウーゴ・アンベール               | 5-7, 7-6(8-6), 6-3 |

### 男子ダブルス
| 年                                  | 優勝者                                            | 準優勝者                                            | スコア                |
| ----------------------------------- | ------------------------------------------------- | --------------------------------------------------- | --------------------- |
| 1972年                              | シャーウッド・スチュワート ディック・デル         | マルセロ・ララ ジェフ・シンプソン                   | 6-3, 6-2              |
| グランプリ（現在のATPツアー）に編入 |                                                   |                                                     |                       |
| 1973年                              | ケン・ローズウォール マルコム・アンダーソン       | コリン・ディブリー アラン・ストーン                 | 7-5, 7-5              |
| 1974年                              | 雨天中止                                          | 雨天中止                                            | 雨天中止              |
| 1975年                              | ブライアン・ゴットフリート ラウル・ラミレス       | マニュエル・オランテス フアン・ヒスベルト           | 7-6, 6-4              |
| 1976年                              | ケン・ローズウォール ボブ・カーマイケル           | ブライアン・フェアリー イスマイル・エル・シャフェイ | 6-4, 6-4              |
| 1977年                              | キム・ウォーウィック ジェフ・マスターズ           | コリン・ディブリー クリス・カーチェル               | 6-2, 7-6              |
| 1978年                              | ロス・ケース ジェフ・マスターズ                   | クリストファー・モットラム ゼリコ・フラヌロビッチ   | 6-2, 4-6, 6-1         |
| 1979年                              | コリン・ディブリー パット・デュプレ               | ロッド・フローリー フランシスコ・ゴンザレス         | 3-6, 6-1, 6-1         |
| 1980年                              | ロス・ケース ハイメ・フィヨル                     | テリー・ムーア エリオット・テルチャー               | 6-3, 3-6, 6-4         |
| 1981年                              | ハインツ・ギュンタード バラージュ・タロツィ       | ラリー・ステファンキ ロバート・ファントフ           | 3-6, 6-2, 6-1         |
| 1982年                              | シャーウッド・スチュワート ファーディ・テイガン   | トム・ガリクソン ティム・ガリクソン                 | 6-1, 3-6, 7-6         |
| 1983年                              | サミー・ジアマルバ スティーブ・マイスター         | トム・ガリクソン ティム・ガリクソン                 | 6-4, 6-7, 7-6         |
| 1984年                              | デビッド・ドーレン エンドゥカ・オディゾール       | マーク・ディクソン スティーブ・マイスター           | 6-7, 6-4, 6-3         |
| 1985年                              | スコット・デービス デビッド・ペイト               | サミー・ジアマルバ グレグ・ホームズ                 | 7-6, 6-7, 6-3         |
| 1986年                              | ケン・フラック マット・アンガー                   | ジミー・アリアス グレグ・ホームズ                   | 6-2, 6-3              |
| 1987年                              | ポール・アナコーン ケビン・カレン                 | アンドレス・ゴメス アンダース・ヤリード             | 6-2, 7-6              |
| 1988年                              | ジョン・フィッツジェラルド ヨハン・クリーク       | スティーブ・デントン デビッド・ペイト               | 6-4, 6-7, 6-4         |
| 1989年                              | ケン・フラック ロバート・セグソ                   | ケビン・カレン デビッド・ペイト                     | 7-6, 7-6              |
| 1990年                              | マーク・クラッツマン ウォリー・マスー             | ケント・キネアー ブラッド・ピアース                 | 3-6, 6-3, 6-4         |
| 1991年                              | ステファン・エドベリ トッド・ウッドブリッジ       | ジョン・フィッツジェラルド アンダース・ヤリード     | 6-4, 5-7, 6-4         |
| 1992年                              | ケリー・ジョーンズ リック・リーチ                 | ジョン・フィッツジェラルド アンダース・ヤリード     | 0-6, 7-5, 6-3         |
| 1993年                              | ケン・フラック リック・リーチ                     | デビッド・ペイト グレン・ミチバタ                   | 6-3, 6-4              |
| 1994年                              | ヘンリク・ホルム アンダース・ヤリード             | パトリック・マッケンロー セバスチャン・ラルー       | 7-6, 6-1              |
| 1995年                              | マーク・ノールズ ジョナサン・スターク             | ジョン・フィッツジェラルド アンダース・ヤリード     | 6-3, 3-6, 7-6         |
| 1996年                              | マーク・ウッドフォード トッド・ウッドブリッジ     | マーク・ノールズ リック・リーチ                     | 6-2, 6-2              |
| 1997年                              | マルティン・ダム ダニエル・バチェク               | ジャスティン・ギメルストブ パトリック・ラフター     | 2-6, 6-2, 7-6         |
| 1998年                              | ダニエル・ネスター セバスチャン・ラルー           | オリビエ・ドレートル ステファノ・ペスコソリド       | 6-3, 6-4              |
| 1999年                              | ジェフ・タランゴ ダニエル・バチェク               | ウェイン・ブラック ブライアン・マクフィー           | 4-3 途中棄権          |
| 2000年                              | マヘシュ・ブパシ リーンダー・パエス               | ジェフ・タランゴ マイケル・ヒル                     | 6-4, 6-7, 6-3         |
| 2001年                              | デビッド・マクファーソン リック・リーチ           | ポール・ハンリー ネイサン・ヒーリー                 | 1-6, 7-6, 7-6         |
| 2002年                              | ジェフ・クエジー クリス・ハガード                 | ジャン＝マイケル・ギャンビル グレイドン・オリバー   | 7-6, 6-4              |
| 2003年                              | ジャスティン・ギメルストブ ニコラス・キーファー   | スコット・ハンフリーズ マーク・マークレイン         | 6-7, 6-3, 7-6         |
| 2004年                              | ジャレッド・パーマー パベル・ビズネル             | イジー・ノバク ペトル・パーラ                       | 5-1 途中棄権          |
| 2005年                              | 岩渕聡 鈴木貴男                                   | トッド・ペリー シーモン・アスペリン                 | 5-4(7-3), 5-4(15-13)  |
| 2006年                              | アシュリー・フィッシャー トリップ・フィリップス   | ポール・ゴールドスタイン ジム・トーマス             | 6-2, 7-5              |
| 2007年                              | ジョーダン・カー ロベルト・リンドステット         | フランク・ダンチェビッチ ステファン・フース         | 6-4, 6-4              |
| 2008年                              | ミハイル・ユージニー ミーシャ・ズベレフ           | ルーカス・ドロウヒー リーンダー・パエス             | 6-3, 6-4              |
| 2009年                              | ユルゲン・メルツァー ユリアン・ノール             | ロス・ハッチンズ ジョーダン・カー                   | 6-2, 5-7 [10-8]       |
| 2010年                              | エリック・ブトラック ジャン＝ジュリアン・ロジェ   | アンドレアス・セッピ ドミトリー・トゥルスノフ       | 6-3, 6-2              |
| 2011年                              | アンディ・マリー ジェイミー・マリー               | フランティセク・チェルマク フィリップ・ポラーシェク | 6-1, 6-4              |
| 2012年                              | アレクサンダー・ペヤ ブルーノ・ソアレス           | リーンダー・パエス ラデク・ステパネク               | 6-3, 7-6(7-5)         |
| 2013年                              | エドゥアール・ロジェ＝バセラン ロハン・ボパンナ   | ジェイミー・マリー ジョン・ピアーズ                 | 7-6(7-5), 6-4         |
| 2014年                              | ピエール＝ユーグ・エルベール ミハル・プシシェズニ | イワン・ドディグ マルセロ・メロ                     | 6-3, 6-7(3-7), [10-5] |
| 2015年                              | レイベン・クラーセン マルセロ・メロ               | フアン・セバスティアン・カバル ロベルト・ファラ     | 7-6(7-5), 3-6, [10-7] |
| 2016年                              | マルセル・グラノリェルス マルチン・マトコフスキ   | レイベン・クラーセン ラジーブ・ラム                 | 6-2, 7-6(7-4)         |
| 2017年                              | マクラクラン勉 内山靖崇                           | ジェイミー・マリー ブルーノ・ソアレス               | 6-4, 7-6(7-1)         |
| 2018年                              | マクラクラン勉 ヤン＝レナード・ストルフ           | レイベン・クラーセン マイケル・ヴィーナス           | 6-4, 7-5              |
| 2019年                              | ニコラ・マユ エドゥアール・ロジェ＝バセラン       | ニコラ・メクティッチ フランコ・スクゴール           | 7-6(9-7), 6-4         |
| 2020年                              | 大会開催なし                                      | 大会開催なし                                        | 大会開催なし          |
| 2021年                              | 大会開催なし                                      | 大会開催なし                                        | 大会開催なし          |
| 2022年                              | マッケンジー・マクドナルド マルセロ・メロ         | ラファエル・マトス ダビド・ベガ・エルナンデス       | 6-4, 3-6, [10-4]      |
| 2023                                | リンキー・ヒジカタ Max Purcell                    | ジェイミー・マリー Michael Venus                    | 6-4, 6-1              |
| 2024                                | ロイド・グラスプール ジュリアン・キャッシュ       | アリエル・ビア ロバート・ギャロウェイ               | 6-4, 4-6, [12-10]     |

### 女子シングルス
| 年                          | 優勝者                         | 準優勝者                 | スコア            |
| --------------------------- | ------------------------------ | ------------------------ | ----------------- |
| 1972年                      | 沢松和子                       | アレナ・パルメオワ       | 6-3, 6-0          |
| 1973年                      | イボンヌ・グーラゴング         | ヘルガ・マストホフ       | 7-6, 6-3          |
| 1974年                      | マリア・ブエノ                 | カーチャ・エビングハウス | 3-6, 6-4, 6-3     |
| 1975年                      | 沢松和子                       | アン清村                 | 6-2, 3-6, 6-1     |
| 1976年                      | ウェンディ・ターンブル         | ミシェル・ガーダル       | 6-1, 6-1          |
| 1977年                      | 部門開催なし                   | 部門開催なし             | 部門開催なし      |
| 1978年                      | アン清村                       | 米沢そのえ               | 6-4, 6-3          |
| 1979年                      | ベッツィ・ナゲルセン           | 佐藤直子                 | 6-1, 3-6, 6-3     |
| 1980年                      | マリアナ・シミオネスク         | ネリダ・グレゴリー       | 6-4, 6-4          |
| 1981年                      | マリー・ピンテロワ             | パム・カサル             | 2-6, 6-4, 6-1     |
| 1982年                      | ローラ・アラヤ                 | ピラー・バスケス         | 3-6, 6-4, 6-0     |
| WTAツアーに編入             |                                |                          |                   |
| 1983年                      | 井上悦子                       | シェリー・ソロモン       | 7-5, 6-1          |
| 1984年                      | リリアン・ドレッシャー         | ショーン・フォルツ       | 6-4, 6-3          |
| 1985年                      | ガブリエラ・サバティーニ       | リンダ・ゲイツ           | 6-3, 6-4          |
| 1986年                      | ヘレン・ケレシ                 | ベッティーナ・フルコ     | 6-2, 6-2          |
| 1987年                      | カテリナ・マレーバ             | バーバラ・ガーケン       | 6-2, 6-3          |
| 1988年                      | パティ・フェンディック         | ステファニー・レイヒ     | 6-3, 7-5          |
| 1989年                      | 岡本久美子                     | エリザベス・スマイリー   | 6-4, 6-2          |
| 1990年                      | カタリナ・リンドクイスト       | エリザベス・スマイリー   | 6-3, 6-2          |
| 1991年                      | ロリ・マクニール               | サビーネ・アペルマンス   | 2-6, 6-2, 6-1     |
| 1992年                      | 伊達公子                       | サビーネ・アペルマンス   | 7-5, 3-6, 6-3     |
| 1993年                      | 伊達公子                       | ステファニー・ロティエ   | 6-1, 6-3          |
| 1994年                      | 伊達公子                       | エミー・フレージャー     | 7-5, 6-3          |
| 1995年                      | エミー・フレージャー           | 伊達公子                 | 7-6, 7-5          |
| 1996年                      | 伊達公子                       | エミー・フレージャー     | 7-5, 6-4          |
| 1997年                      | 杉山愛                         | エミー・フレージャー     | 4-6, 6-4, 6-4     |
| 1998年                      | 杉山愛                         | コリーナ・モラリュー     | 6-3, 6-3          |
| 1999年                      | エミー・フレージャー           | 杉山愛                   | 6-2, 6-2          |
| 2000年                      | ジュリー・アラール＝デキュジス | エミー・フレージャー     | 6-7, 7-6, 6-4     |
| 2001年                      | モニカ・セレシュ               | タマリネ・タナスガーン   | 6-3, 6-2          |
| 2002年                      | ジル・クレイバス               | シルビア・タラヤ         | 2-6, 6-4, 6-4     |
| 2003年                      | マリア・シャラポワ             | アニコ・カプロス         | 2-6, 6-2, 7-6     |
| 2004年                      | マリア・シャラポワ             | マショーナ・ワシントン   | 6-0, 6-1          |
| 2005年                      | ニコル・バイディソバ           | タチアナ・ゴロビン       | 7-6, 3-2 途中棄権 |
| 2006年                      | マリオン・バルトリ             | 中村藍子                 | 2-6, 6-2, 6-2     |
| 2007年                      | ビルジニ・ラザノ               | ビーナス・ウィリアムズ   | 4-6, 7-6, 6-4     |
| 2008年                      | キャロライン・ウォズニアッキ   | カイア・カネピ           | 6-2, 3-6, 6-1     |
| ITF女子サーキット大会に降格 |                                |                          |                   |
| 2009年                      | ジュリー・クワン               | オリガ・サブチュク       | 7-6, 4-6, 7-6     |
| 2010年                      | 森田あゆみ                     | ジル・クレイバス         | 6-3, 7-5          |
| 2011年 -                    | 部門開催なし                   | 部門開催なし             | 部門開催なし      |

### 女子ダブルス
| 年                          | 優勝者                                              | 準優勝者                                                    | スコア                           |
| --------------------------- | --------------------------------------------------- | ----------------------------------------------------------- | -------------------------------- |
| 1974年                      | 沢松和子 アン清村                                   | 谷川原君代 ジャネット・ヤング                               | 4-6, 6-4, 6-0                    |
| 1975年                      | 沢松和子 アン清村                                   | 出場ペアによる総当たり戦、3戦3勝                            | 出場ペアによる総当たり戦、3戦3勝 |
| 1976年                      | 佐藤直子 ミシェル・ガーダル                         | 出場ペアによる総当たり戦、4戦4勝                            | 出場ペアによる総当たり戦、4戦4勝 |
| 1977年                      | 部門開催なし                                        | 部門開催なし                                                | 部門開催なし                     |
| 1978年                      | 佐藤直子 アン清村                                   | パトリシア・ボストロム ルデル                               | 不戦勝                           |
| 1979年                      | ペニー・ジョンソン ベッツィ・ナゲルセン             | 余 陳                                                       | 3-6, 6-4, 7-6                    |
| 1980年                      | ダナ・ギルバート マリーン・ルーイ                   | ネリダ・グレゴリー マリー・ピンテロワ                       | 7-5, 7-6                         |
| 1981年                      | クラウディア・モンテイロ パトリシア・メドラード     | バーバラ・ジョーダン ロバータ・マッカラム                   | 6-3, 3-6, 6-2                    |
| 1982年                      | バーバラ・ジョーダン ローラ・デュポン               | 佐藤直子 ブレンダ・レミルトン                               | 6-2, 6-7, 6-1                    |
| WTAツアーに編入             |                                                     |                                                             |                                  |
| 1983年                      | クリス・オニール パム・ホワイトクロス               | ヘレナ・マンセット ミッキ・シリグ                           | 6-3, 7-5                         |
| 1984年                      | キャンディ・レイノルズ ベッツィ・ナゲルセン         | エミルセ・ラポニ・ロンゴ アドリアーナ・ビラグラン           | 6-3, 6-2                         |
| 1985年                      | ベリンダ・コードウェル ジュリー・リチャードソン     | ローラ・ギルデマイスター ベス・ハー                         | 6-4, 6-4                         |
| 1986年                      | シャロン・ウォルシュ サンディ・コリンズ             | スーザン・マスカリン ベッツィ・ナゲルセン                   | 6-3, 7-5                         |
| 1987年                      | キャシー・ジョーダン ベッツィ・ナゲルセン           | シャロン・ウォルシュ サンディ・コリンズ                     | 6-3, 7-5                         |
| 1988年                      | ジジ・フェルナンデス ロビン・ホワイト               | レア・アントノポリス バーバラ・ガーケン                     | 6-1, 6-4                         |
| 1989年                      | ジル・ヘザリントン エリザベス・スマイリー           | アン・ヘンリクソン ベス・ハー                               | 6-1, 6-3                         |
| 1990年                      | キャシー・ジョーダン エリザベス・スマイリー         | 胡娜 ミシェル・ジャガード                                   | 6-0, 3-6, 6-1                    |
| 1991年                      | エミー・フレージャー 木戸脇真也                     | 雉子牟田明子 神尾米                                         | 6-2, 6-4                         |
| 1992年                      | エミー・フレージャー 平木理化                       | 伊達公子 ステファニー・レイヒ                               | 5-7, 7-6, 6-0                    |
| 1993年                      | 飯田栄 木戸脇真也                                   | 長塚京子 李芳                                               | 6-2, 4-6, 6-4                    |
| 1994年                      | 道城まみ 杉山愛                                     | ヤユク・バスキ 宮城ナナ                                     | 6-4, 6-1                         |
| 1995年                      | 佐伯美穂 吉田友佳                                   | 長塚京子 杉山愛                                             | 6-7, 6-4, 7-6                    |
| 1996年                      | 伊達公子 杉山愛                                     | エミー・フレージャー キンバリー・ポー                       | 7-6, 6-7, 6-3                    |
| 1997年                      | アレクシア・デショーム 平木理化                     | コリーナ・モラリュー ケリー・アン・グース                   | 6-4, 6-2                         |
| 1998年                      | 雉子牟田直子 宮城ナナ                               | エミー・フレージャー 平木理化                               | 6-3, 4-6, 6-4                    |
| 1999年                      | コリーナ・モラリュー キンバリー・ポー               | キャスリーン・バークレー ケリー・アン・グース               | 6-3, 6-2                         |
| 2000年                      | コリーナ・モラリュー ジュリー・アラール＝デキュジス | ティナ・クリザン カタリナ・スレボトニク                     | 6-1, 6-2                         |
| 2001年                      | リーゼル・フーバー レイチェル・マッキラン           | ジャネット・リー ウィン・プラクスヤ                         | 6-2, 6-0                         |
| 2002年                      | 浅越しのぶ 宮城ナナ                                 | スベトラーナ・クズネツォワ アランチャ・サンチェス・ビカリオ | 6-4, 4-6, 6-4                    |
| 2003年                      | マリア・シャラポワ タマリネ・タナスガーン           | アンスレー・カーギル アシュリー・ハークルロード             | 7-6, 6-0                         |
| 2004年                      | 浅越しのぶ カタリナ・スレボトニク                   | ジェニファー・ホプキンス マショーナ・ワシントン             | 6-1, 6-4                         |
| 2005年                      | ヒセラ・ドゥルコ マリア・キリレンコ                 | 浅越しのぶ マリア・ベント＝カブチ                           | 7-5, 4-6, 6-3                    |
| 2006年                      | バニア・キング エレナ・コスタニッチ                 | 詹詠然 荘佳容                                               | 7-6, 5-7, 6-2                    |
| 2007年                      | 晏紫 孫甜甜                                         | バニア・キング 荘佳容                                       | 1-6, 6-2 [6-1]                   |
| 2008年                      | ジル・クレイバス マリナ・エラコビッチ               | 中村藍子 森田あゆみ                                         | 4-6, 7-5 [10-6]                  |
| ITF女子サーキット大会に降格 |                                                     |                                                             |                                  |
| 2009年                      | 森田あゆみ 詹詠然                                   | クルム伊達公子 藤原里華                                     | 6-2, 6-4                         |
| 2010年                      | ジル・クレイバス タマリネ・タナスガーン             | ウルシュラ・ラドワンスカ オリガ・サブチュク                 | 6-3, 6-1                         |
| 2011年 -                    | 部門開催なし                                        | 部門開催なし                                                | 部門開催なし                     |